# Marc Morris
Marc Morris (ur. 14 września 1970) – angielski historyk specjalizujący się w historii średniowiecza, pisarz, producent i osobowość medialna. Członek Królewskiego Towarzystwa Historycznego.

## Działalność
Morris uzyskał wykształcenie na uniwersytetach w Londynie (King's College London) i Oksfordzie (University of Oxford), gdzie następnie pracował jako wykładowca. Jego praca doktorska dotyczy hrabiów Norfolk (ang. The Bigod Earls of Norfolk in the Thirteenth Century) i została opublikowana w 2005 roku. Regularnie prowadzi prelekcje historyczne w szkołach, bibliotekach, muzeach i na festiwalach naukowych. Jest także przewodnikiem historycznym po zamkach średniowiecznej Anglii.
Mieszka w Anglii.

## Publikacje
Morris jest autorem licznych publikacji z zakresu średniowiecznej Anglii. Niektóre z nich doczekały się tłumaczenia na język polski:
- Castle: A History of the Buildings that Shaped Medieval Britain (2003)
- The Bigod Earls of Norfolk in the Thirteenth Century (2005)
- A Great and Terrible King: Edward I and the Forging of Britain (2008)
- The Norman Conquest: The Battle of Hastings and the Fall of Anglo-Saxon England (2012) - wydanie polskie: Podbój Normański, Wydawnictwo Astra, Kraków 2016
- Kings and Castles (2012)
- King John: Treachery, Tyranny and the Road to Magna Carta (2015)
- William I: England's Conqueror (2016)
- The Anglo-Saxons: A History of the Beginnings of England (2021)

Morris jest także autorem licznych artykułów dla History Today, BBC History Magazine i Heritage Today.

## Media
W 2003 roku wyprodukował cieszący się dużą popularnością cykl programów edukacyjnych Castle (produkcja emitowana na kanale Channel 4). Serię programów uzupełnił publikacją naukową.